# RoboMaster
ロボマスター(中国語:機甲大師 英：RoboMaster）は、DJIらが主催するロボット競技の一つ。 中国広東省深圳で開催される毎年開催される大学間ロボットコンテストで、ドローン技術の巨人 DJIが設立、主催している。 DJIの創設者兼CEOであるフランクワン の発案によるもので、2015年に開始され、 共産主義青年同盟中央委員会 、全中国学生連盟（ACSF）、深圳市政府が共同で後援している。  これは中国で最初のシューティングスポーツスタイルのロボット工学競技会。 
RoboMasterは、中国大学ロボットコンペティション、バナー、 ロボコン 、ROBOTAC、ロボットスタートアップコンペティション。 現在、RoboMaster Robotics Competition、RoboMaster Technical Challenge、 ICRA RoboMaster AI Challenge、および新しいRoboMaster Youth Tournamentの4つのサブコンテストの各部門で開催。 

## 概要
RoboMasterは、ドローンなどを製造する中国企業のDJIが2015年に初開催した。毎年世界から約200チームが、中国を中心に400以上の大学のチームが参加し、30,000人以上の大学生たちが参加している。
2019年までは中国国内の3地区で地区大会が開催され上位30チームと、本大会の直前に開催される国際大会（約20チームが参加）から2チームが選抜され、合計32チームで開催された。 2020年からは、中国の3地区のほかに、日本も地区大会が開催される予定であったが、新型コロナウィルスの影響で中止となった。 2020年度の大会は地区大会が中止され，本大会は秋に開催が予定されている。